# Phunderdihari
Phunderdihari (o Fundul Dihari) es una ciudad de la India en el distrito de Surguja, estado de Chhattisgarh.

## Geografía
Se encuentra a una altitud de 602 m s. n. m. a 344 km de la capital estatal, Raipur, en la zona horaria UTC +5:30.

## Demografía
Según estimación 2012 contaba con una población de 19 493 habitantes.